# 風再起時 (電影)
《風再起時》是一部2023年香港史詩式犯罪傳記片，由美亞娛樂及大地電影出品，翁子光導演及編劇，郭富城、梁朝偉及杜鵑領銜主演，許冠文及春夏特別演出，譚耀文、周文健、何珮瑜、金燕玲、吳卓羲、張繼聰、張可頤、謝君豪、林耀聲、徐天佑、白只、何啟南、太保、艾迪、曾一萱、顏子菲、吳耀漢、劉洵、張松枝、陳國新、尹揚明、張雷及小林成男主演；本片包括七大香港電影金像獎或金馬獎影帝影后演出：許冠文、太保、艾迪、梁朝偉、謝君豪、郭富城及春夏。
《風再起時》原定為2021年第45屆香港國際電影節開幕片，同年3月29日官方宣布，因技術問題取消4月1日兩場放映會。其後成為第46屆香港國際電影節開幕電影。代表香港角逐第95屆奧斯卡金像獎最佳國際影片，並於2月17日在香港上映。电影于2023年7月1日在网上串流平台Disney+(香港)上线播出
本片為演員吳耀漢生前的最後一部電影演出。

## 演員
| 演員               | 角色     | 備註 |
| 郭富城             | 磊樂     | 樂哥 海豐人 文盲 蔡真之夫，育有一子 年叔、磊杏華之姪 南江之好友，與他明爭暗鬥 嚴洪之上司，與他不和 韓生之童年好友 曾世榮之好友，後為其上司 余sir之下屬 小愉之前戰友及前男友 小燕之情夫 青年時抗拒受賄，後因小愉之死而受賄 後於廉政公署成立後，提早退休及移居加拿大 原型為呂樂 |
| 徐天佑（青年）     | 磊樂     | 樂哥 海豐人 文盲 蔡真之夫，育有一子 年叔、磊杏華之姪 南江之好友，與他明爭暗鬥 嚴洪之上司，與他不和 韓生之童年好友 曾世榮之好友，後為其上司 余sir之下屬 小愉之前戰友及前男友 小燕之情夫 青年時抗拒受賄，後因小愉之死而受賄 後於廉政公署成立後，提早退休及移居加拿大 原型為呂樂 |
| 梁朝偉             | 南江     | 神槍手 會說流利英語，善於與外籍警官溝通 綽號「無頭」即(無厘頭尻) Cora之夫，育有一子一女 磊樂之好友，因對前女友蔡真餘情未了，而蔡真與磊樂結婚，一直都想弄垮磊樂，故一直與他明爭暗鬥 蔡真之前男友 後被香港政府通緝後，舉家潛逃至泰國曼谷，並於1989年死於心臟病 原型為藍剛       |
| 林耀聲（青年）     | 南江     | 神槍手 會說流利英語，善於與外籍警官溝通 綽號「無頭」即(無厘頭尻) Cora之夫，育有一子一女 磊樂之好友，因對前女友蔡真餘情未了，而蔡真與磊樂結婚，一直都想弄垮磊樂，故一直與他明爭暗鬥 蔡真之前男友 後被香港政府通緝後，舉家潛逃至泰國曼谷，並於1989年死於心臟病 原型為藍剛       |
| 譚耀文             | 嚴洪     | 磊樂之下屬，與他不和，後被迫屈服 吳卓豪之老表，曾包庇其後出賣其 1975年帶隊去泰國參加足球賽事，因使用足球運毒被泰國警察逮捕（只在刪剪片段交代） 原型為顏雄 |
| 周文健             | 韓生     | 肥B 磊樂之童年好友 曾世榮同僚兼好友 1999年於臺灣病逝（只在刪剪片段交代） 原型為韓森 |
| 白只（青年）       | 韓生     | 肥B 磊樂之童年好友 曾世榮同僚兼好友 1999年於臺灣病逝（只在刪剪片段交代） 原型為韓森 |
| 杜鵑               | 蔡真     | 上海人 蔡林之女 磊樂之妻，育有一子 南江之前女友 與郭兆雄勾結，陷害余sir及陳楚彪，暗助磊樂上位 曾被喪七買兇所傷 |
| 吳耀漢             | 蔡林     | 蔡真之父 反對蔡真嫁給磊樂 |
| 艾迪               | 南江父親 | 後去世，在南江之回憶出現 |
| 何啟南             | 曾世榮   | 磊樂之下屬兼好友 韓生之同僚兼好友 原型為曾啟榮 |
| 王慶南（青年）     | 曾世榮   | 磊樂之下屬兼好友 韓生之同僚兼好友 原型為曾啟榮 |
| 太保               | 年叔     | 磊杏華之夫 磊樂之姑丈 日佔時期曾為遊擊隊成員 原型為新義安龍頭向華炎 |
| 尹揚明             | 余sir    | 磊樂之上司 後被蔡真及郭兆雄迫害下，吞槍自殺 原型為姚木 |
| 袁富華             | 警校教官 | 在警察學校訓練雷樂及南江 |
| 何佩瑜             | Cora     | 南江之妻，育有一子一女 後南江被香港政府通緝後，舉家潛逃至泰國曼谷，並於1987年去世 |
| 顏子菲             |          | |
| 春夏（特別演出）   | 小愉     | 磊樂戰時之女友 因曾經被日軍充當慰安婦而患上梅毒，於香港重光後病逝 |
| 曾一萱             | 小燕     | 磊樂之情婦 被蔡真陷害，混入墮胎藥讓她服用，最終送命 |
| 張繼聰             | 豬油劑   | 四大探長之下屬 |
| 吳卓羲             | 郭兆雄   | 黑幫「十四堂」頭目，後為龍頭 郭紹旺之子 與蔡真勾結，迫害余sir及陳楚彪 原型為14K第二代龍頭葛志雄 |
| 謝君豪             | 吳卓豪   | 毒販 綽號「跛豪」 被嚴洪包庇，後反目 後被警方拘捕 原型為吳錫豪 |
| 張可頤             | 星姐     | 吳卓豪之妻 原型為鄭月英 |
| 金燕玲             | 磊杏華   | 磊樂之姑姐 年叔之妻 原型為呂杏華 |
| 張松枝             | 喪七     | 陳楚彪之收租佬 雙十暴動期間乘機槍掠之三合會頭目 受嚴洪指使買兇鎗殺蔡真，後在磊樂之要脅下被嚴洪殺害 原型為和安樂頭目喪X |
| 許冠文（特別演出） | 李子超   | George Lee 廉政專員 曾任警察，因不受賄而被貶職水警 後通緝雷樂及南江 |
| 曾偉明             |          | |
| 張文慈             |          | |
| 劉洵               | 郭紹旺   | 黑幫「十四堂」龍頭 郭兆雄之父 原型為14K龍頭葛肇煌 |
| 張雷               |          | |
| 車保羅             |          | |
| 陳國新             | 陳楚彪   | 警司 曾暗中阻撓磊樂升任深水埗區探長 後被郭兆雄吩咐手下殺害 |
| 小林成男           | 渡海     | 日本軍官 日治香港期間，訓練南江成神槍手 後迫南江殺害自己父親，南江拒絕，並被槍傷 |
| 梁昆麟             | 老八     | 原型為簡而清 |
| 敖嘉年             | 阿誠     | 生意人 原型為李嘉誠 只在刪剪片段出現 |

## 製作

### 前期
《風再起時》是翁子光導演首部執導非三級電影。電影由梁朝偉和郭富城主演，是兩人繼1988年無線處境喜劇《都市方程式》後再度合作。

### 拍攝
2017年11月13日，該片在湖州舉行正式開鏡。2018年3月前殺青。

## 發行
《風再起時》2023年2月17日在香港上映。2022年12月8日，該片發佈了先導預告。2023年1月27日，中國大陸宣佈提早上映，由2月17日提前到2月4日優先場，2月5日元宵節上映。
華特迪士尼公司已購入本片獨家版權，並於2023年7月1日午夜12時在Disney+獨家串流上線及迪士尼傳媒旗下衛視電影台獨家首播

## 封殺
中國大陸女星春夏因支持白紙運動，導致《風再起時》官方微博在特別演出已經刪除了春夏的名字。

## 奬項
| 年份 | 頒獎典禮                             | 奬項                     | 入圍者               | 結果 |
| ---- | ------------------------------------ | ------------------------ | -------------------- | ---- |
| 2023 | 第16屆亞洲電影大獎                   | 最佳男主角               | 梁朝偉               | 獲獎 |
| 2023 | 第16屆亞洲電影大獎                   | 最佳男配角               | 許冠文               | 提名 |
| 2023 | 第16屆亞洲電影大獎                   | 最佳美術指導             | 雷楚雄、黃敏軒       | 提名 |
| 2023 | 第41屆香港電影金像獎                 | 最佳男配角               | 許冠文               | 獲獎 |
| 2023 | 第41屆香港電影金像獎                 | 最佳攝影                 | 秦鼎昌、蒙青、徐少江 | 提名 |
| 2023 | 第41屆香港電影金像獎                 | 最佳美術指導             | 雷楚雄、黃敏軒       | 獲獎 |
| 2023 | 第41屆香港電影金像獎                 | 最佳服裝造型設計         | 吳里璐、郭淑敏       | 獲獎 |
| 2023 | 第41屆香港電影金像獎                 | 最佳動作設計             | 王志文               | 提名 |
| 2023 | 第41屆香港電影金像獎                 | 最佳音響效果             | 杜篤之、吳書瑤       | 提名 |
| 2023 | 第41屆香港電影金像獎                 | 最佳視覺效果             | 王重治               | 提名 |
| 2023 | 第41屆香港電影金像獎                 | 最佳原創電影音樂         | 丁可、馮之行         | 提名 |
| 2024 | 中国电影导演协会2020年至2023年度表彰 | 年度港台导演（2023年度） | 翁子光               | 獲獎 |

## 備註
1. ↑  原名：《全球通緝令》（Theory of Ambitions）